# هردويك (باكينجهامشير)
هردويك (بالإنجليزية: Hardwick, Buckinghamshire)‏ هي قرية تقع في المملكة المتحدة في إنجلترا. يقدر عدد سكانها بـ 315 نسمة .